# Železniční trať Plzeň – Furth im Wald
Železniční trať Plzeň – Furth im Wald (v jízdním řádu pro cestující označená číslem 180) je jednokolejná železniční trať, část celostátní dráhy. Vede z Plzně přes Nýřany, Holýšov, Staňkov, Domažlice a Českou Kubici do Německa do Furth im Wald. Od svého vzniku v roce 1861 neprošla zásadní modenrizací. V roce 2030 má být ovšem dokončeno zdvojkolejnění a elektrizace, které umožní rychlost až 200 km/h.

## Historie
Trať vybudovala společnost Česká západní dráha a uvedla do provozu v roce 1861 s výjimkou zakončení v Plzni, které bylo dokončeno až 1862.

## Provoz
Po trati jezdí osobní vlaky Plzeň–Domažlice vedené téměř výhradně motorovými jednotkami 844 Regioshark, z menší části pak i motorovými jednotkami řady 814 a lokomotivami řady 754. V úseku Domažlice – Furth im Wald (– Schwandorf) jsou vedeny motorovým vozem Stadler Regio-Shuttle RS1 dopravce Die Länderbahn pod značkou Oberpfalzbahn. V provozu zde jsou i mezistátní expresní vlaky Praha–Mnichov, které na trati zastavují jen v Plzni, Domažlicích a Furth im Wald, od roku 2017 i v Holýšově.[zdroj?]
Od 1. března do 27. června 2018 probíhala rozsáhlá přestavba trati v úseku Vejprnice–Nýřany.
Dne 5. prosince 2019 byla dokončena oprava přesmyku trati v Plzni-Skvrňanech, která znamenala přesun tamější zastávky a zdvoukolejnění trati, čímž došlo ke zrychlení vlaků při průjezdu Plzní.

## Budoucnost
V letech 2025 až 2030 je plánována velká modernizace trati, která zahrnuje elektrizaci, zdvojkolejnění a zvýšení rychlosti až na 200 km/h. V úsecích Plzeň – Holýšov a Blížejov–Domažlice bude trať vedena v nové stopě. Zdvojkolejnění se však netýká úseku Holýšov – Blížejov a koncového úseku Domažlice – Furth im Wald a rychlost zde bude zvýšena jen do 115 km/h, což je kritizováno hlavně nákladními dopravci.[zdroj?]

## Fotogalerie stanic

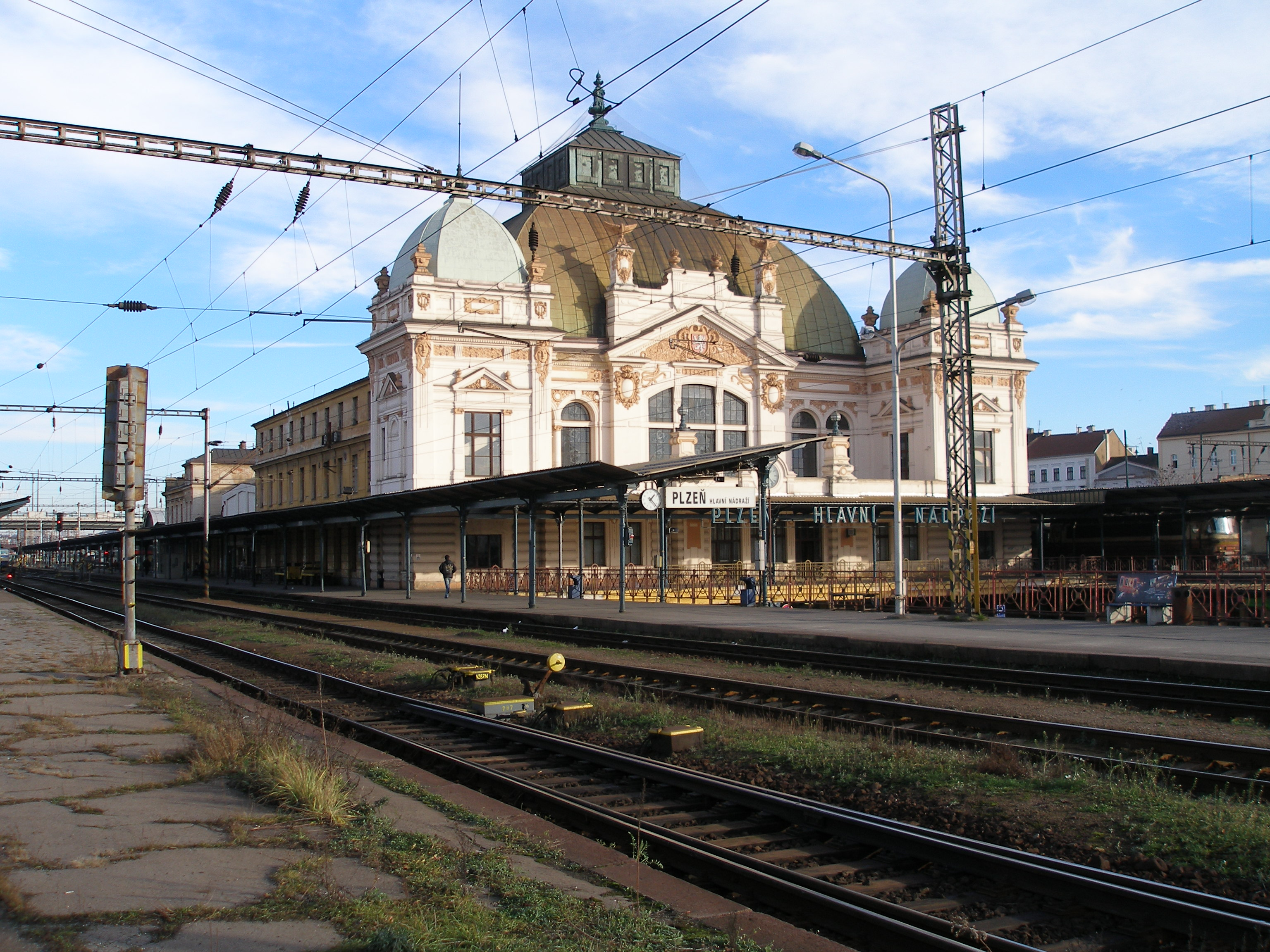
Plzeň hlavní nádraží
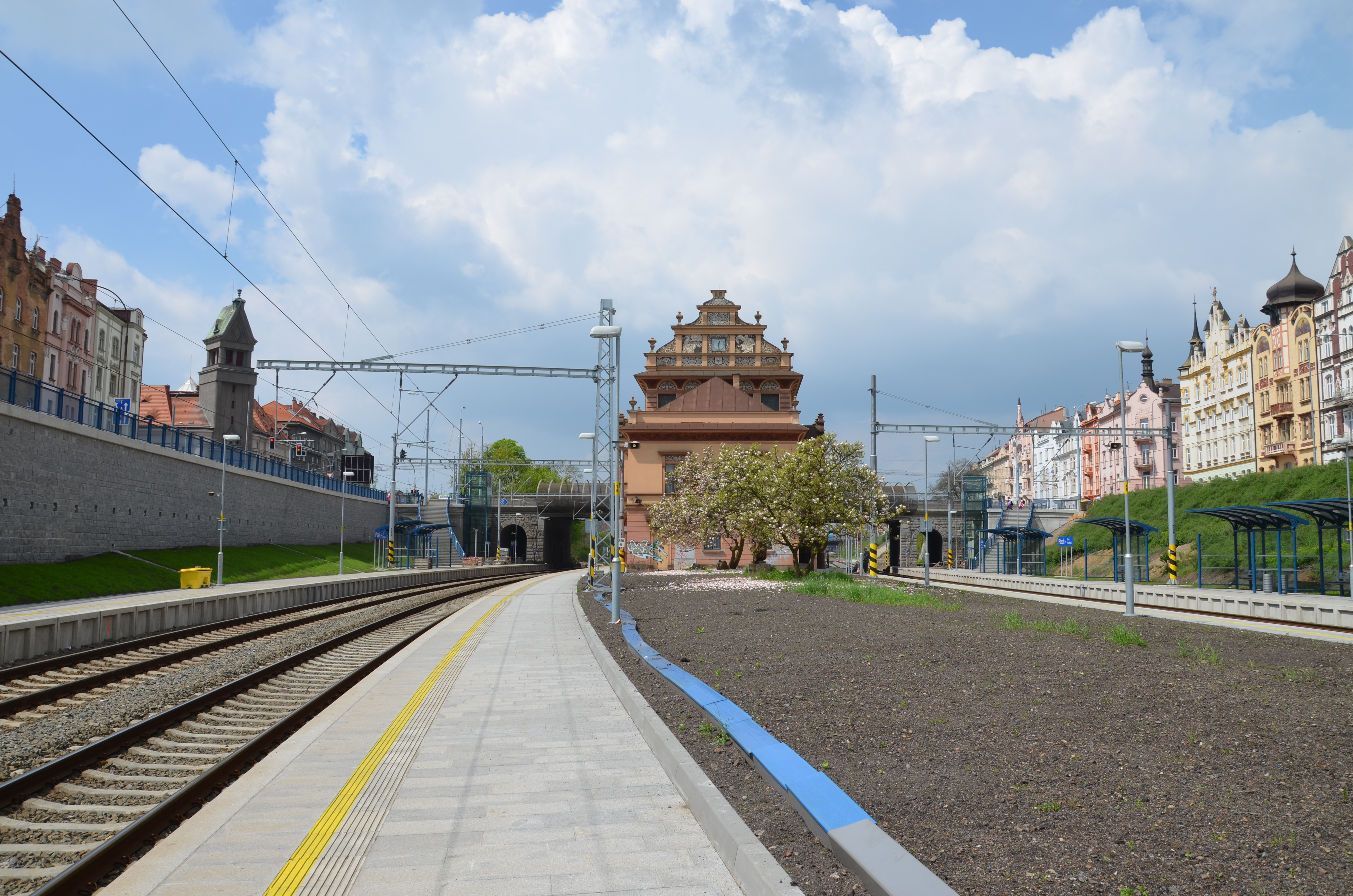
Plzeň-Jižní Předměstí
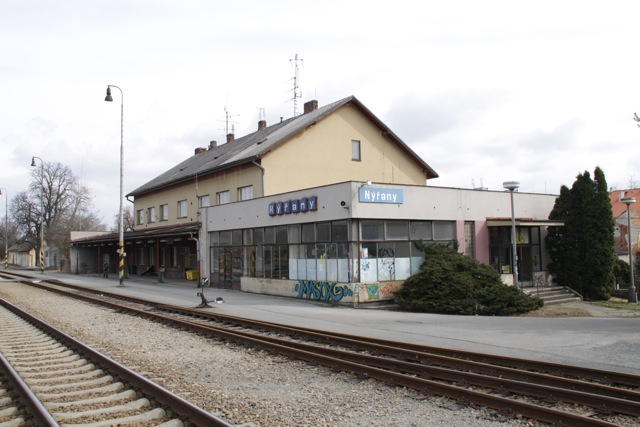
Nýřany
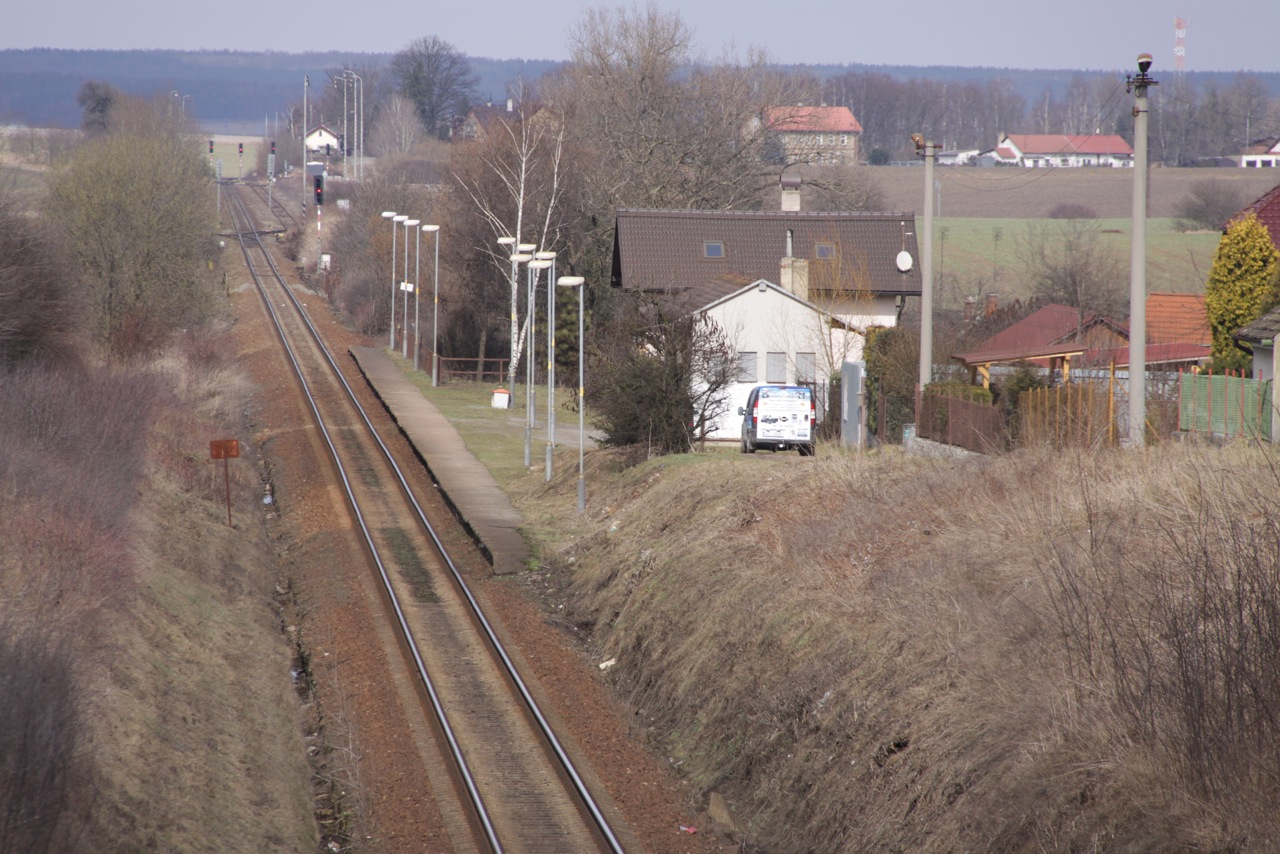
Chotěšov u Stoda
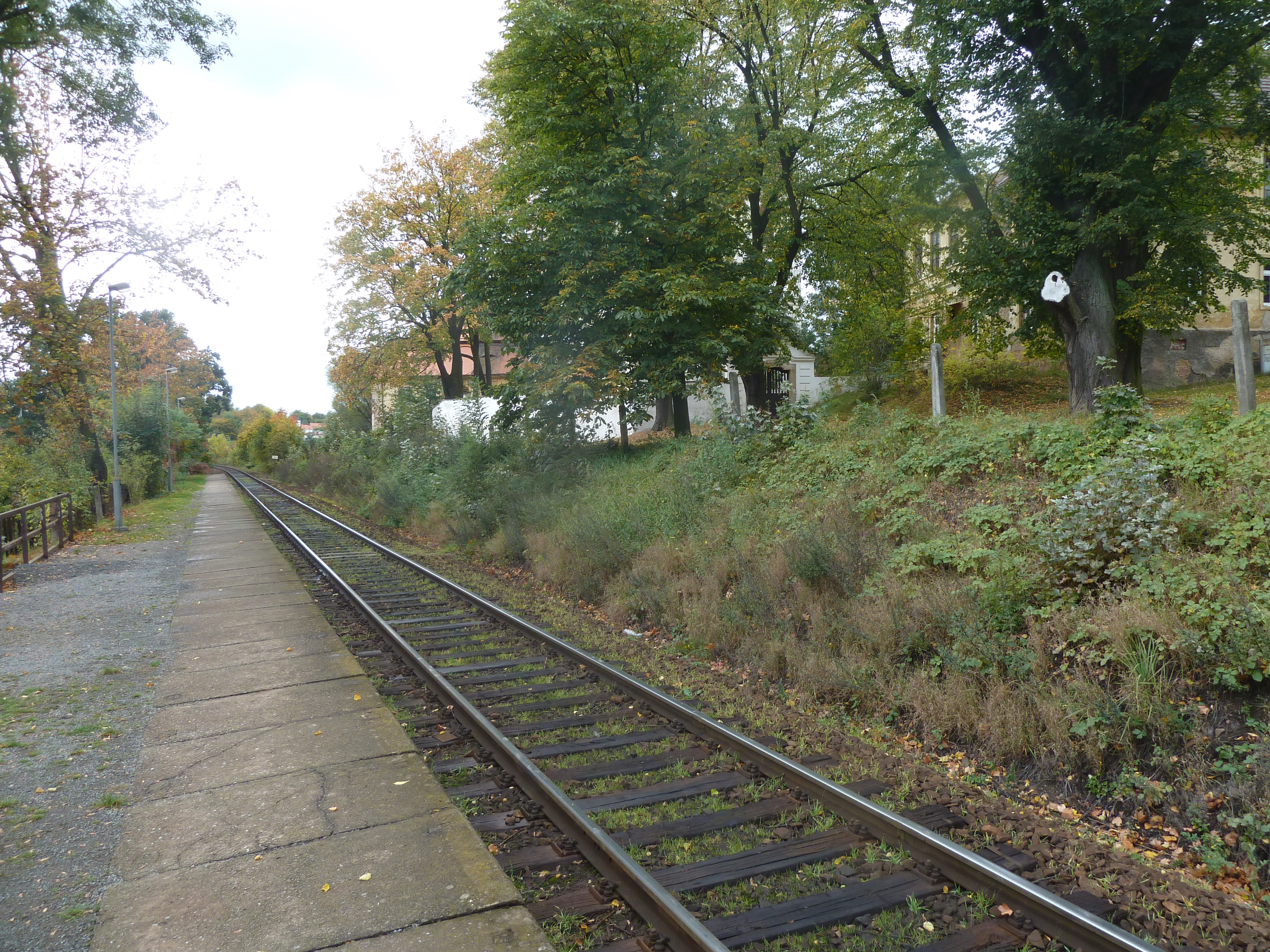
Hradec u Stoda
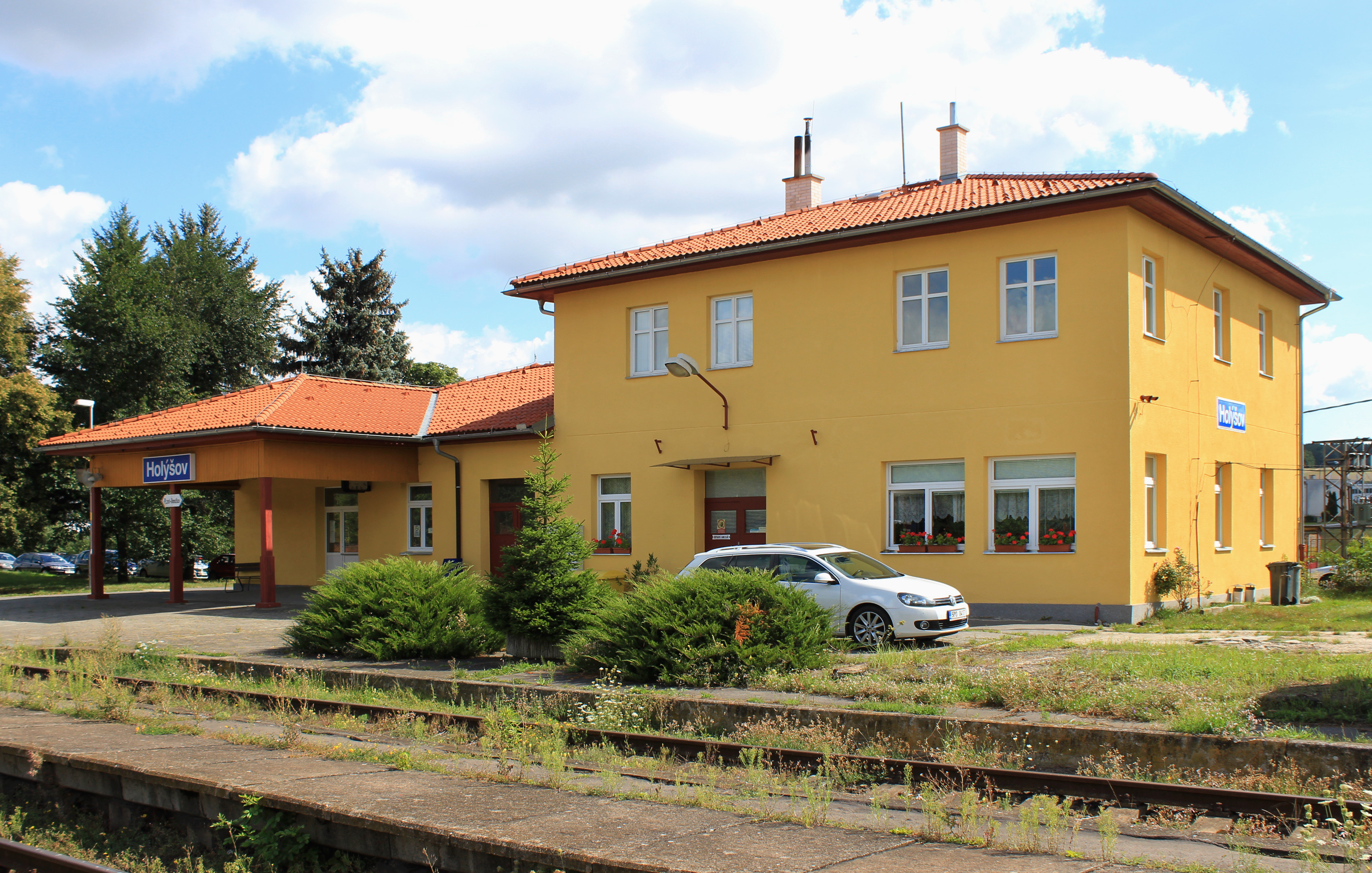
Holýšov
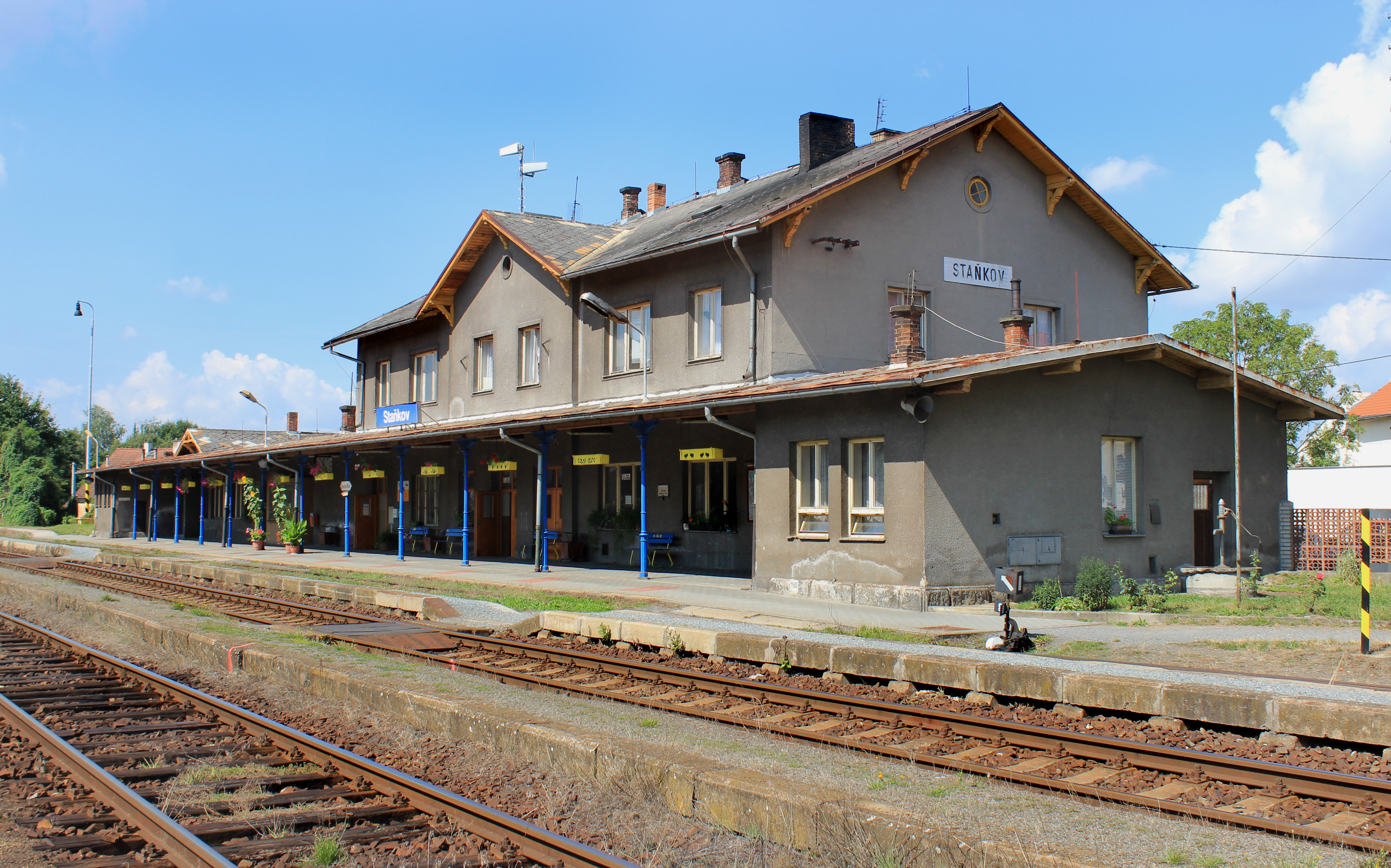
Staňkov
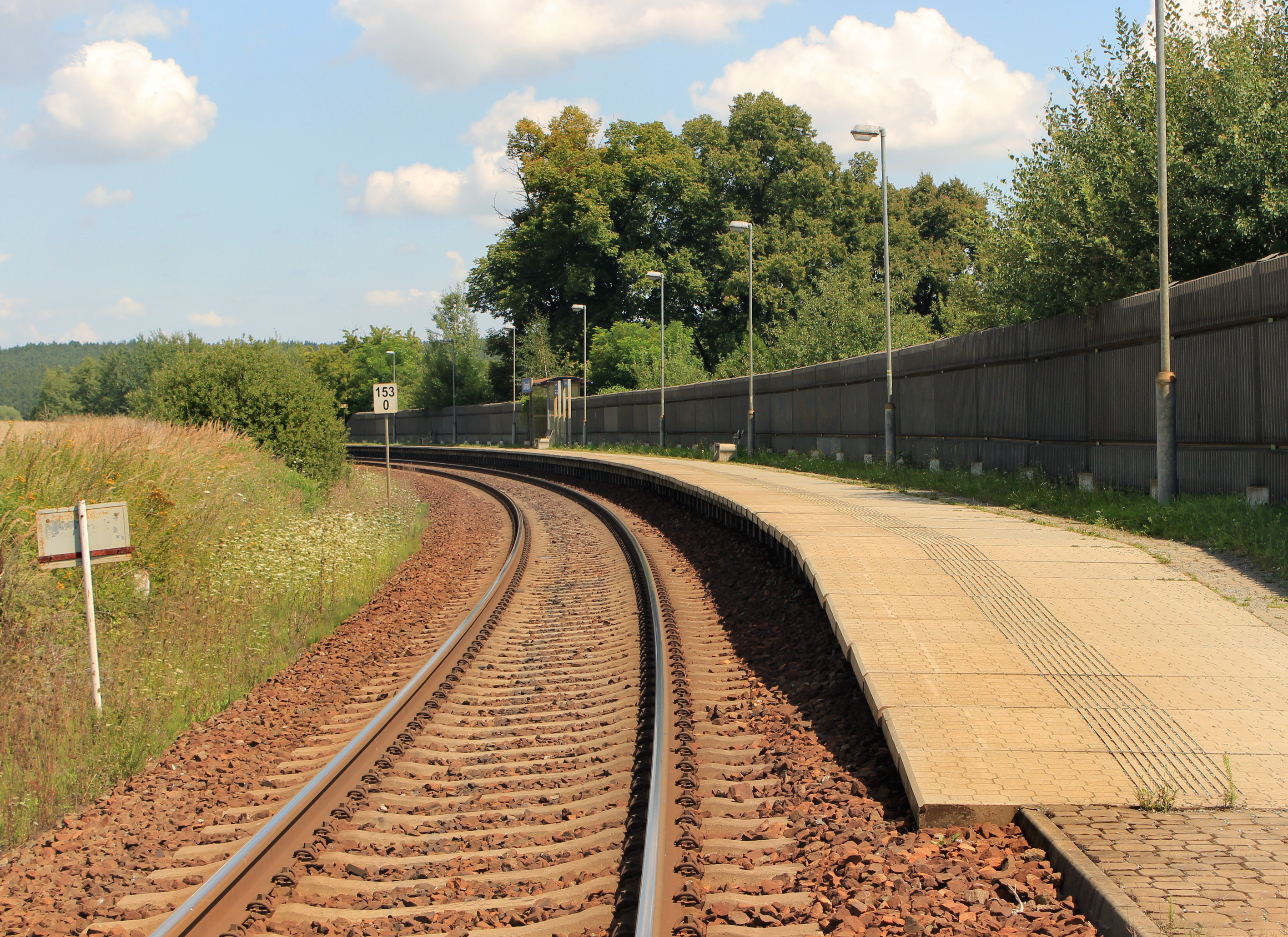
Osvračín
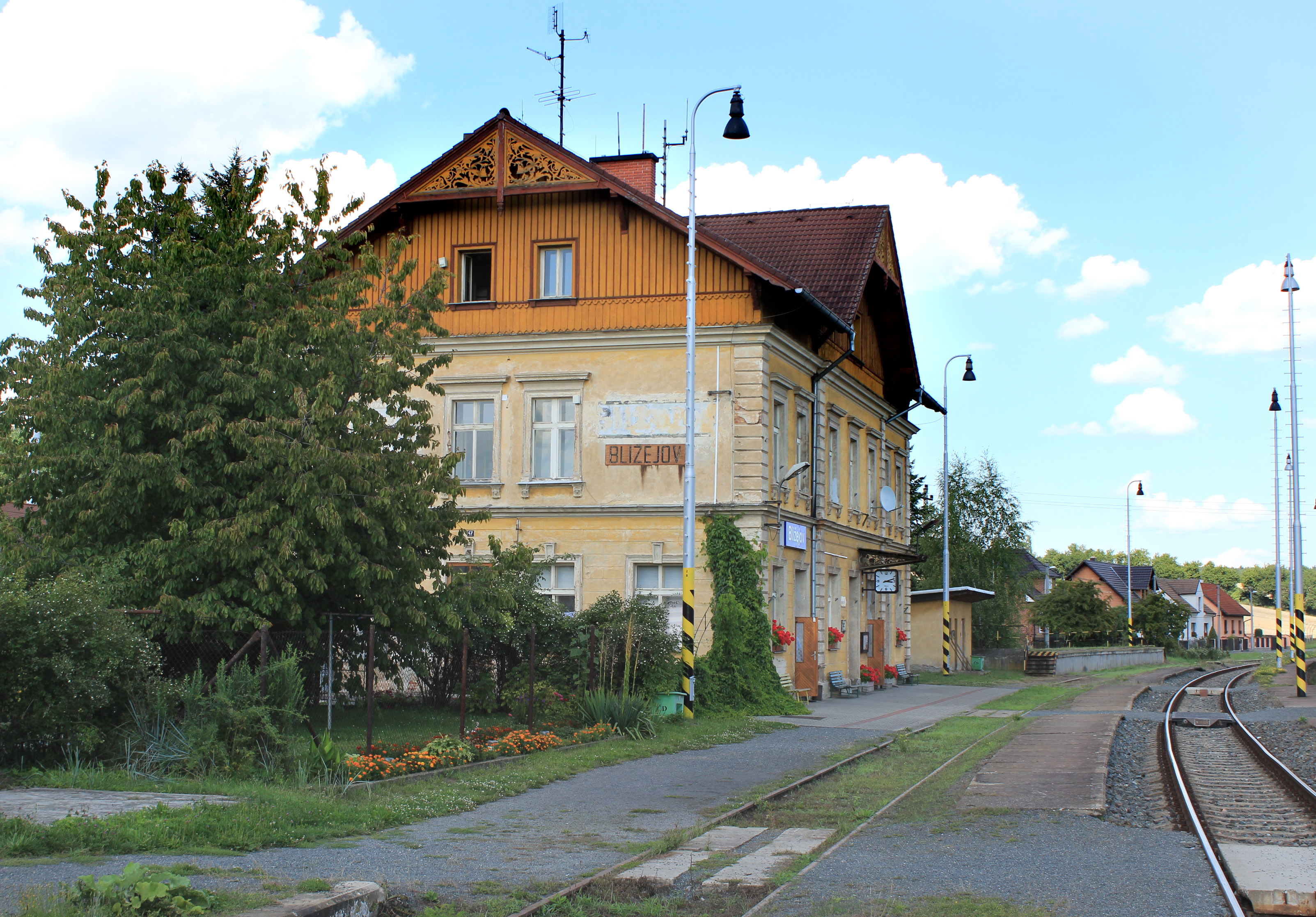
Blížejov
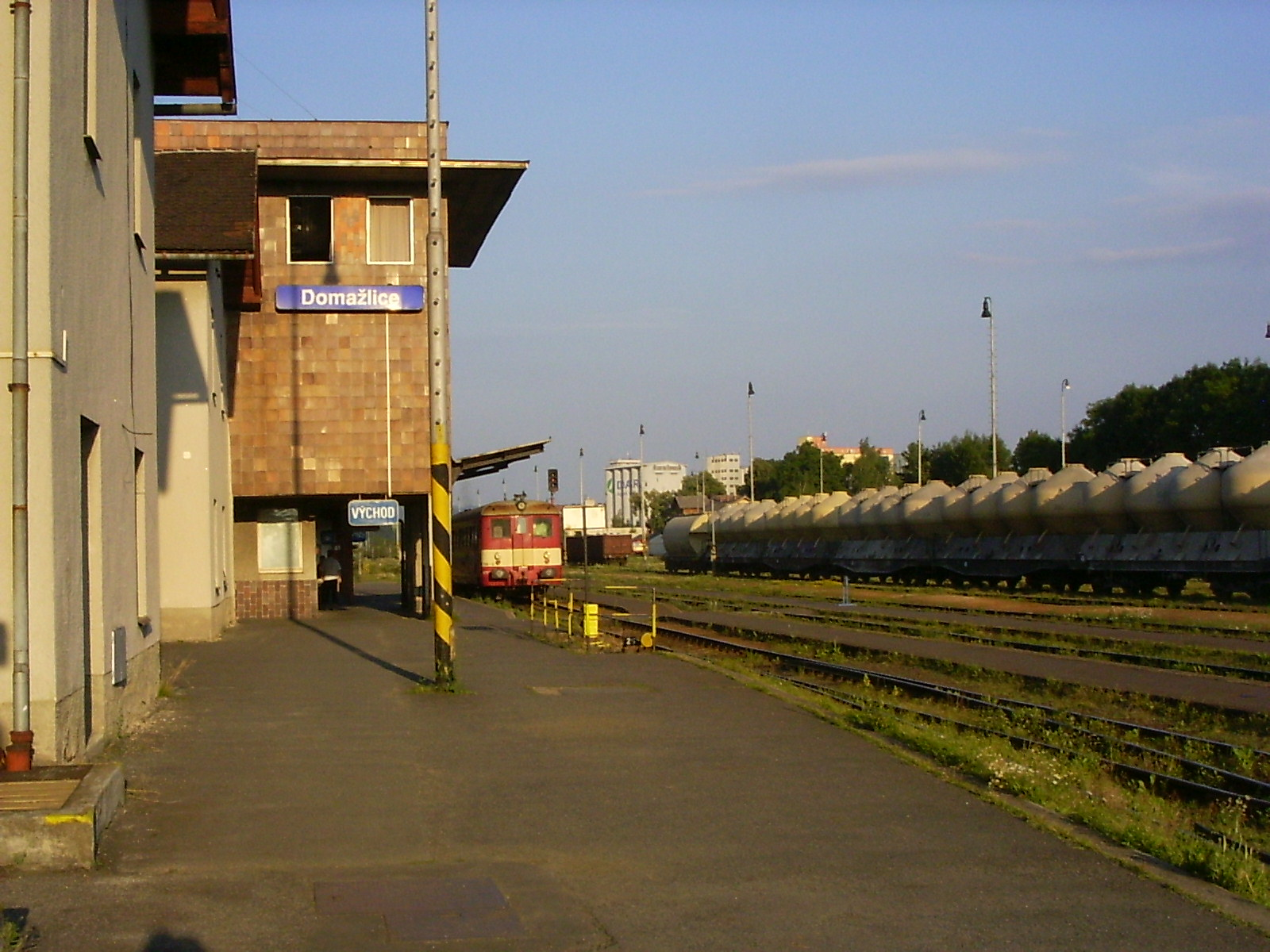
Domažlice
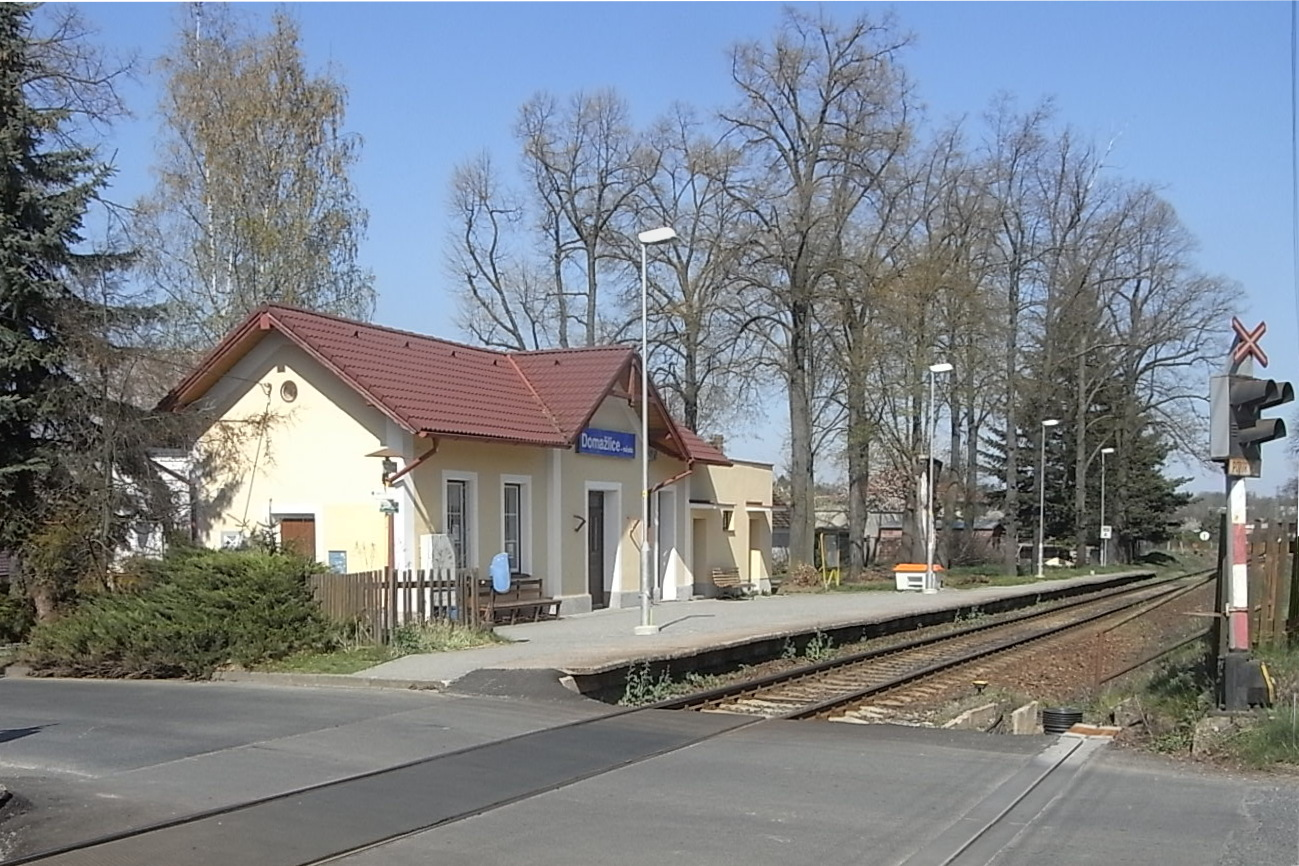
Domažlice město
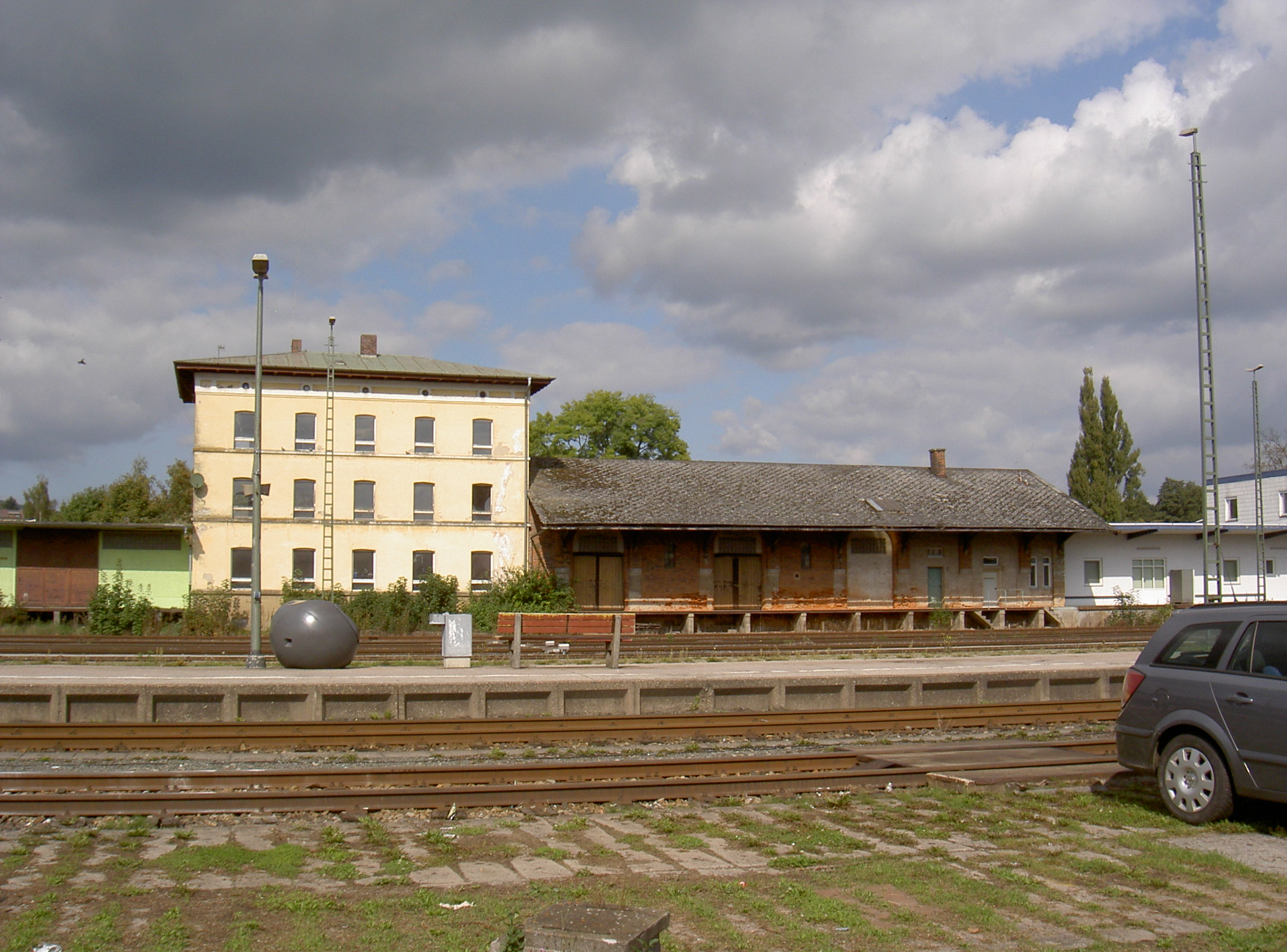
Furth im Wald